# Agrionoptera dorothea
Agrionoptera dorothea är en trollsländeart som beskrevs av Fraser 1927. Agrionoptera dorothea ingår i släktet Agrionoptera och familjen segeltrollsländor. IUCN kategoriserar arten globalt som otillräckligt studerad. Inga underarter finns listade i Catalogue of Life.